# Friedrich Jacob Bast
Friedrich Jacob Bast, in grafia alternativa Friedrich Jakob Bast (Buschwiller, 16 marzo 1771 – Parigi, 13 novembre 1811), è stato un diplomatico e grecista alsaziano, autore di opere in tedesco e in francese.

## Biografia
Friedrich Jacob Bast studiò presso l'Università di Jena, dove, ispirato dalle lezioni di Christian Gottfried Schütz, si dedicò soprattutto a Platone. A metà degli anni 1790 fu segretario della legazione del Langraviato d'Assia-Darmstadt a Vienna e partecipò al Congresso di Rastatt; nel tempo libero si dedicava alla letteratura greca, familiarizzando coi manoscritti greci. Quando Napoleone si proclamò imperatore, si recò a Parigi, sempre come rappresentante diplomatico del Langraviato d'Assia-Darmstadt; fece accurate ricerche tra i manoscritti greci conservati nella Biblioteca imperiale, che all'epoca erano scarsamente utilizzati. In particolare, raccolse un'ampia collezione di opere di grammatici greci, poi pubblicata da Immanuel Bekker. Fu infine designato direttore della biblioteca della corte di Darmstadt. Morì ad appena quarant'anni per un colpo apoplettico.
È ricordato principalmente per la Commentatio palaeographica (1811), edita in appendice all'edizione di Gregorio di Corinto curata da Gottfried Heinrich Schäfer, considerata un'opera di riferimento per lo studio della paleografia greca ancora nel 1875.

## Opere (selezione)
- (DE)  Kritischer Versuch über den Text des platonischen Gastmahls, nebst einer beurtheilenden Anzeige merkwürdiger Lesarten aus den drey Handschriften der k. k. Hofbibliothek zu Wien (1794)
- (FR)  Lettre critique de F.-J. Bast à M. J.-F. Boissonade, sur Antoninus Liberalis, Parthenius et Aristénète (1805)
- (LA)  Gregorii Corinthii et aliorum grammaticorum Libri de dialectis linguae graecae ; quibus additur nunc primum editus Manuelis Moschopuli Libellus de vocum passionibus. Recensuit et cum notis Gisb. Koenii, Fr. Jac. Bastii, Jo. Franc. Boissonadi suisque edidit Godofr. Henr. Schaefer. Accedit Fr. Jac. Bastii commentatio palaeographica (1811)